# 노벨 평화상
노벨 평화상( - 平和賞, 스웨덴어: Nobels fredspris, 노르웨이어: Nobels fredspris, 영어: Nobel Peace Prize)은 스웨덴 출신의 기업가이자 발명가인 노벨의 유언으로 만들어진 5가지 부문 중의 하나인 노벨상이다. (나머지 부문에는 화학, 물리학, 생리학·의학, 문학이 있다. 경제학상은 1968년 스웨덴 국립은행에 의해 신설되었다.) 1901년부터 매년(몇몇 예외 존재) 국가간의 우호, 군비의 감축, 평화교섭 등에 큰 공헌이 있는 인물이나 단체에게 주어진다.
알프레드 노벨의 유언에 따라서 수상자가 노르웨이 노벨 위원회에 의해 결정되고, 수상식은 다른 부문과 달리 유일하게 오직 노르웨이의 수도인 오슬로에 있는 국회에서 열린다. 1990년부터 매년 오슬로 시청에서 12월 10일에 수상한다. 예전에는 오슬로 대학교 법학부 아트리움 (1947-89), 노르웨이 노벨 협회 (1905-46), 노르웨이 의회 (1901-04) 등에서 수상했다. 1914년부터 1918년까지는 제1차 세계 대전, 1939년부터 1943년까지는 제2차 세계 대전으로 중단되었으며 이후 1966년과 1967년에도 수상자가 없어서 시상식을 하지 않았던 때가 있었다.

## 선정 과정
매년 10월 노벨위원회는 각국 전문가 1,000여명에 서한을 보내 평화상 수상 후보자 추천을 받는다. 서한을 받은 후보 추천위원은 다음해 2월 1일까지 추천 이유서를 첨부해 추천한다. 추천위원이 자신을 추천할 수는 없다. 후보자 명단은 공개하지 않는다. 노벨위원회는 전문가의 조언을 받고 후보 범위를 좁혀가며 선별작업을 벌인다. 최종 수상자는 노벨위원회 5인 전체 회의에서 결정하며 수상자의 신원은 발표 전까지 철저히 비밀에 부쳐진다.
수상자 심사는 물리학상, 화학상, 경제학상은 스웨덴 왕립과학아카데미(한림원), 생리·의학상은 스톡홀름에 있는 카롤린 의학연구소, 문학상은 스웨덴·프랑스·에스파냐의 세 아카데미, 평화상은 노르웨이 국회가 선출한 5인 위원회가 분담한다.

### 후보자를 추천할 수 있는 자격
- 노벨위원회 전·현직 위원 및 노벨연구소의 자문관
- 각국 의원 및 정부 각료, 국제 의회연맹 회원
- 국제 중재재판소 및 국제 사법재판소 재판관
- 국제 항구평화사무국 위원
- 국제법 연구소 연구위원
- 현직 법학, 정치학, 역사학, 철학 교수
- 노벨 평화상 역대 수상자

## 관련 기관
- The Norwegian Nobel Institute 노르웨이 노벨 연구소

1904년 2월 1일 설립된 단체로서 노벨 위원회가 수상자 선정 과정에 있어서 행정, 장학, 투자적인 서포트를 하는 단체이다. 노르웨이 노벨 연구소의 집행위원장(Director)이 노벨위원회의 영구적 사무총장(secretary)이 된다.
- Nobel Peace Prize- Research & Information (NPPRI)  노벨 평화상-연구 및 정보 기관

노벨 연구소로부터 독립적으로 구성된 연구 날개 단체로 주로 회의, 세미나, 컨퍼런스를 통해 사람들을 하나로 모으는 목표를 가진다. 노벨 관련 기관의 다양한 프로그램, 연례 교사 세미나, 노벨 심포지엄을 방문하는 것이 주된 업무이다. 노벨 평화상의 배경과 역사, 수상자 그리고 일반적인 체계를 알려주는 지원 역할을 한다.
- The Nobel Peace Center 노벨 평화 센터

2005년 6월에 설립된 기관으로 노벨 평화상 수상자들을 기념하는 박물관이다.
- The Nobel Foundation 노벨 재단

1900년에 노벨이 설립자인 사립 기관이다. 스톡홀름과 스웨덴에 재단의 본부가 위치해 있다.

## 기타
- 인도의 마하트마 간디는 5번의 노벨 평화상 후보였다. 수상 예정이었던 그가 암살당함으로써 1948년의 수상자는 없게 되었다.
- 독재자로 유명한 독일의 아돌프 히틀러, 소비에트 연방의 이오시프 스탈린, 이탈리아의 베니토 무솔리니 등도 노벨 평화상 후보였다. 독재로 유명한 인물들이 후보에 오른 이유에 대해서 미국 UCLA 로스쿨의 유진 볼로흐 교수는 로스앤젤레스타임스에 기고한 글에서, 사회 과학 역사 철학 법학 교수나 한 국가의 입법부 의원이면 추천할 수 있었기 때문에 이런 일이 벌어졌었다고 지적했다. 히틀러를 노벨 평화상 후보로 추천한 인물도 스웨덴의 한 국회의원이었다.[1]
- 1979년, 1985년에 대한민국의 함석헌도 노벨 평화상을 수상한 미국 퀘이커 세계 봉사회에 의해 노벨 평화상 후보로 추천됐다. AFSC는 1947년에 노벨 평화상을 수상한 이래로, 노벨 평화상 후보추천규정에 따라, 해마다 후보를 추천해오고 있다.[2]
- 1988년에 대한민국 제11·12대 대통령이었던 전두환도 영국, 서독 의회에 의해 노벨 평화상 후보로 추천됐다.[3]
- 1992년에 대한민국의 문익환 목사도 미국 친우 봉사회에 의해 노벨 평화상 후보로 추천됐다.[4]
- 2012년, 2014년에 러시아 대통령인 블라디미르 푸틴도 러시아 사회 운동가 단체와 하원 국회의원중 일부에 의해 노벨 평화상 후보로 추천됐다.[5][6]
- 말랄라 유사프자이는 역대 노벨상 수상자 중 최연소 수상자이다.
- 국제적십자위원회는 평화상을 단체 명의로 3회 받고, 창설자 장 앙리 뒤낭이 제1대 평화상을 받아서 노벨상 최다 수상 단체(총 4회)가 되었다.

## 논란
- 영국 BBC 방송에 따르면, 1950년대 이후 과학 분야, 특히 물리학 분야의 노벨상 수상자들의 평균 연령은 꾸준히 높아지고 있는 것으로 나타났지만, 노벨평화상 수상자의 평균 연령은 다른 분야에 비해 낮은 것으로 나타났다. 2014년 노벨평화상 수상자인 말랄라 유사프자이는 수상 당시 17세로 역대 최연소 기록을 갖고 있다. 이에 대해 구스타브 셸스트란드 노벨 박물관 선임 큐레이터는 다음과 같이 말했다.[7][8][9]

평화상 위원회는 현재를 반영하려고 노력한다. 평화를 위한 방법이 완전히 성공하는 것을 보려고 기다리지 않는다.

- 즉, 노벨평화상 선정위원회는 국제사회에서 지금 당장 벌어지고 있는 일에 관심을 두고 있는 만큼, 어떤 한 인물이나 기관이 완벽한 성과를 이뤄내지 않은 상태여도 상을 주는 경우가 적지 않다는 것이다.
- 그에 반해, 물리학 분야의 노벨상 수상자들의 평균 연령이 높아지고 있는 것에 대해 셸스트란드는 다음과 같이 말했다.

100년 전에는 물리학자가 1천 명에 불과했지만, 지금은 100만 명 정도로 추정되며, 이것이 수상자들의 나이가 많아지는 중요한 요인 중 하나이다. 그래서 노벨상을 타기 위해 기다리는 시간이 점점 더 길어지고 있다. 업적을 세웠다고 곧바로 상을 받을 수 있는 것도 아니다.

- 즉, 많은 과학자가 비교적 젊은 나이에 새로운 사실들을 발견해 내지만, 수많은 사람이 같은 연구를 하기 때문에 노벨상 위원회가 그런 높은 수준의 성과를 확인해 수상자를 결정하는 데는 수년이 걸릴 수도 있다는 것이다.
- 과학 분야 노벨상의 수상 평균 연령이 높다는 것은 한국연구재단이 2018년 9월 17일에 발표한 '최근 10년간 노벨과학상 수상자의 생애 연구업적 분석에 관한 연구보고서'에도 나타나고 있다. 한국연구재단은 2008년부터 2017년까지 노벨상 수상자 78명(물리학상 26명·화학상 27명·생리의학상 25명)을 분석했는데, 물리학 분야는 연구 시작부터 노벨상 수상까지 평균 30.1년이 소요됐고, 화학 분야는 평균 32.0년, 생리의학 분야는 평균 31.5년이 소요됐다. 3개 분야 평균은 노벨상 수상까지 평균 31.2년이 소요된 것으로 나타났다.[10]
- 1991년 노벨평화상 수장자인 아웅산 수치 미얀마 국가자문역이 로힝야 사태를 외면하거나 진실 규명에 적극적으로 나서지 않고 군부의 만행을 감싸는 태도를 보였다고 비판하며 노벨상을 박탈해야 한다는 주장에 대해, 2018년 8월 29일에 노벨위원회는 다음과 같이 밝혔다.[11]

노벨상은 물리학상이든지, 문학상이든지, 평화상이든지 과거에 상을 받을 만한 노력과 업적을 이룬 사람에게 주어진다는 것을 명심하는 게 중요하다. 아웅산 수치는 상을 받은 지난 1991년까지 민주주의와 자유를 위해 싸워서 노벨평화상을 받았다. 노벨상 규정에 따르면 수상 철회가 허용되지 않는다.

- 노벨 평화상의 수상 기준은 상당히 모호하며, 일반적으로 미국, 영국, 프랑스 등을 비롯한 서방 세계에 이점을 주는 인물에게만 수여된다는 비판을 받고 있다. 파리 평화 협정 당시 베트남 측에서 협상을 주도했던 베트남 공산당 서기국원 레득토가 1973년에 노벨 평화상 수상자로 지정이 되었지만, 그는 "아직 베트남에 평화는 오지 않았다. 그리고 노벨상은 부르주아적 감성에 편중된 상에 불과하다."라는 이유로 수상을 거절하였다.[12]
- 노벨 평화상은 냉전 시기 소위 소비에트 연방을 필두로 한 제2세계에 대항하는 정치적 인물에게 수여되는 경우가 잦았다. 오늘날 학자들은 노벨 평화상을 수상받은 것과 무관하게, 역사적으로 해당 인물이 평화 진전에 진정 힘을 보탰나를 따로 판단하는 것이 더욱 바람직하다고 지적하고 있다.[13]
- 논란이 많았던 1973년 노벨평화상 수상자 선정의 내막이 50년 만에 밝혀졌다고 영국 가디언이 2023년 1월 11일(현지시간) 보도했다. 시종일관 논란이 끊이지 않았던 당시 노벨평화상 수상자 선정의 내막은 50년 동안 기밀로 유지되다 그 기한이 끝난 올해 1월 1일 정보 공개 요청에 따라 공개됐다.[14]
  - 스타인 토네손 오슬로 국제평화연구소(PRIO) 연구교수는 공개된 문서를 검토한 뒤 "당시 노벨위원회가 그처럼 잘못된 결정을 내렸다는 사실에 또 한 번 놀랐다."고 말했다.
  - 공개된 문서에 따르면 1973년 키신저와 토가 평화협정(1973년 1월 27일)에 서명한 지 이틀 뒤인 그해 1월 29일 노르웨이 역사학자로 당시 오슬로대 교수였던 욘 산네스가 두 사람을 노벨평화상 수상자로 지명했다. 산네스 교수는 노벨위원회에 보낸 편지에서 "두 사람을 평화상 후보로 선정함으로써 베트남과 미국 간 무력 충돌을 종식시킬 협상의 의미를 기릴 수 있다고 본다."고 밝혔다. 그는 또 "파리 평화협상이 실제로 어떤 결과를 가져올지는 앞으로 남은 시간에 달려 있음을 잘 알고 있다."고 덧붙였다.
  - 토네슨 교수는 산네스 교수의 후보 지명 편지와 두 후보자에 대한 보고서에 대해, "당시 노벨위원회는 평화협정이 지켜지지 않을 것임을 충분히 인지하고 있었다."고 지적했다.
  - 공개된 문서 가운데는 토가 하노이에서 오슬로로 보낸 전보 원문과, 사이공 함락 뒤 키신저가 평화상 반납의 뜻을 전하기 위해 미국에서 노벨위원회에 보낸 통지문도 있다.
  - 토는 "파리 평화협정이 실현돼 남베트남에서 총격이 멈추고 평화가 실현됐을 때 노벨평화상 수상을 고려할 것"이라고 밝혔고, 키신저는 "우리가 협상을 통해 실현하려 했던 평화가 무력에 의해 무너졌다."고 말했다.
  - 키신저는 현재 99살의 나이에도 불구하고 여전히 미국 외교정책과 국제정치 현안에 대한 자신의 견해를 표명하고 있다. 그는 이번 문서 공개와 관련한 논평 요청에 응하지 않았다고 가디언은 밝혔다.
- 앨 고어 전 미국 부통령과 유엔 정부간기후변화위원회(IPCC)가 기후변화 문제 해결을 위해 노력한 공로로 2007년 노벨평화상을 공동 수상한 관련, 인터내셔널 헤럴드 트리뷴(IHT)은 2007년 10월 15일 과학기술이 큰 폭으로 발전한 가운데 평화의 의미도 달라지고 있다는 해석을 내놓았다.
  - IHT에 따르면 이번 결정이 다분히 정치적이었다는 목소리 역시 수그러들지 않고 있다. 올레 단볼트 모에스 노르웨이 노벨위원회 위원장은 이 문제와 관련 "노벨위원회는 아무도 압박하지 않는다."며 올해의 평화상 선정이 지구온난화 문제에 미온적인 입장을 보이는 미국 부시 행정부에 대한 일침이라는 추측을 부인했다.
  - 그러나 1990년대 노벨위원회의 위원장을 지낸 프랜시스 세예르스테드는 "노벨은 이 상이 정치적인 영향력을 지니기를 원했다."며 "노벨평화상 수여는 간단히 말해 정치적인 행동"이라고 정의해 세간의 의혹을 시인했다.[15]
- 노벨평화상을 운영하는 '노르웨이 노벨재단(Norwegian Nobel Institute)'에서 1990년 1월 1일부터 2014년 12월 31일까지 꼬박 25년간 재단 사무국장 등을 지낸 게일 룬데스타드(Geir Lundestad)의 저서 '세계에서 가장 명예로운 상:노벨평화상 내막 이야기(The World’s Most Prestigious Prize: The Inside Story of the Nobel Peace Prize)'에 따르면, 게일 룬데스타드는 수상자 일부는 정치적으로 왼쪽(political left)에 속했는데, 이에 비해 정치적 우파(right)는 다소 적었다(somewhat fewer)고 분석했다. 정치적 좌파가 우파보다 노벨평화상을 더 많이 받았다는 것이다. 다만, 그가 정치적 좌파·우파를 어떻게 정의했는지는 밝히지 않았다.[16]
- 1996년 노벨평화상 수상자인 카를로스 벨로 주교가 1990년대 동티모르에서 아동을 성 학대했다는 의혹이 제기되었다. 이에 대해 교황청은 2022년 9월 29일에 성명을 내고 벨로 주교에게 지난 2년간 징계 제재를 부과했다고 밝혔다. 그리고 AP통신은 노벨 위원회와 유엔에 벨로 주교의 아동 성 학대 의혹과 관련한 입장을 문의했으나 연결이 되지 않았다고 전했다.[17]
- 2009년 노벨평화상 수상자인 버락 오바마 미국 대통령에 대해서도 여러 논란이 있다.
  - 블라디미르 푸틴 러시아 대통령이 노벨 평화상 후보가 됐다는 소식에 2014년 5월 3일 버락 오바마 미국 대통령은 백악관 출입기자단 연례 만찬에서 "요즘에는 노벨상을 아무에게나 주잖아요."라고 말했다.[18] 그리고 5월 15일에 지난 2009년 당시 람 이매뉴얼 비서실장(현재 시카고 시장)이 미국 주재 노르웨이 대사에게 "새 대통령에게 아첨한다."고 말하며 버락 오바마 미국 대통령에게 노벨 평화상을 수여하기로 결정한 것에 대해 강력히 비난한 것으로 드러났다. 이는 당시 유엔 주재 노르웨이 대사를 지낸 모르텐 베틀란 외교관이 밝힌 것이다.[19]
  - 퇴임을 몇 달 앞둔 버락 오바마 미국 대통령이 2016년 10월 17일 코미디언 스티븐 콜베어가 진행하는 '더 레이트 쇼'에 출연해 구직 면접 상황극을 벌였다. 이 프로그램에서 콜베어가 노벨평화상을 무엇 때문에 받았냐고 묻자, 버락 오바마 미국 대통령은 "솔직히 나도 아직 모르겠다."고 답했다.[20][21]
  - 2020년 11월 17일에 버락 오바마 미국 대통령이 회고록 <약속의 땅>(A Promised Land)을 출간했다. 이 회고록에서 오바마는 선정 소식을 들었을 때 "왜 주지(For what)?" 라며 놀랐고, "기대와 현실의 차이"를 걱정했으며, 자신의 공적인 이미지가 부풀려져 있다며 그 거품을 빼려 신경썼다고 했다.[22][23][24]
  - 그리고 2021년 10월 7일에 BBC는 그동안 논란에 휩싸였던 역대 노벨평화상 수상자들과 주목할 만한 탈락자 6명을 선정했는데, 버락 오바마 미국 대통령도 선정되었다. 당시 오바마는 취임한 지 9개월밖에 되지 않았고 일각에서는 이 결정이 시기상조라고 비판했다. 또한 그해 노벨평화상 수상자 지명 제출 시한은 오바마가 취임한 지 겨우 12일이 지난 후였다. 결국 2015년 노벨위원회 전 위원장 게이르 룬데스타드는 당시 위원회가 오바마 전 대통령의 수상 결정을 후회하고 있다고 BBC에 전했다.[25]

## 같이 보기
- 사하로프상